# Vs.kfz. 617
VsKfz.617, Alkett Minenräumer или G-42 — бронемашина для разминирования (минный трал), разработанная в 1942 году во время Второй мировой войны немецкой оружейной компанией Alkett. Серийно не производился. В конце войны был захвачен Советскими Войсками и после испытаний, был выставлен в Бронетанковом музее в Кубинке.

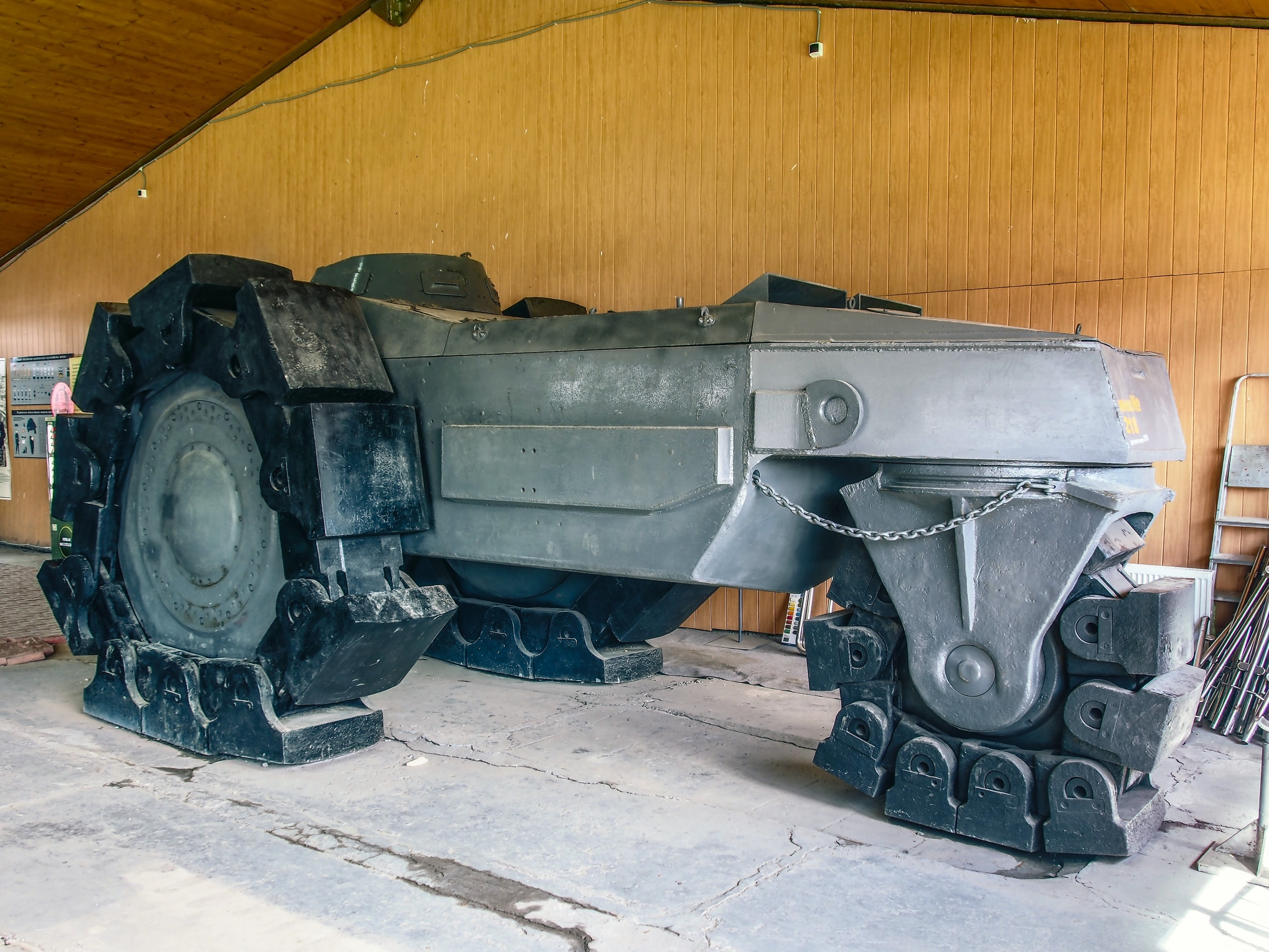
Вид сбоку

Разработка бронемашины для разминирования, устойчивой к взрывам обычных мин, была заказана с целью создания проходов через минные поля. Машина также должна была быть бронирована, чтобы противостоять огню противника. Компания Alkett изготовила один прототип бронемашины, а её крупнейший конкурент Krupp предложил двухсекционную машину Räumer S. Серийное производство заказано не было. Прототип оказался среди трофейной техники, полученной Советским Союзом после Второй Мировой войны. В 1947 году бронемашину перевезли на танковый полигон в Кубинке для испытаний. Испытания подтвердили прочность колесных баз. Критике подверглись слабая броня машины, низкая скорость, низкая проходимость. В целом бронемашина была признана устаревшей и непригодной для использования.
Корпус прототипа изготовлен из стальных листов толщиной 20-40 мм. Наиболее защищенная его часть — пол, состоящий из двух листов общей толщиной 60 мм. Корпус разделён на водительское, боевое, трансмиссионное и моторное отделения. Состав экипажа неизвестен. Как минимум, он состоял из водителя и командира или стрелка, но нельзя исключать и третьего члена. Бронемашина оснащена тремя шагающими колесами Pedrail — двумя приводными в носовой части и одним в кормовой. Управление осуществлялось поворотом заднего колеса или торможением основных колес. Ведущие колеса имели диаметр 1,9 метра, а вместе с гусеничной лентой — 2,5 метра. Выбранное решение позволяло относительно просто заменять массивные литые гусеницы, поврежденные взрывами, без необходимости замены всех колес. Силовая установка представляет собой двигатель Maybach HL-120 V12 мощностью 300 л. с. (224 кВт), заимствованный у среднего танка Panzerkampfwagen IV. Машина вооружена двумя 7,92-мм пулемётами MG 34 в башне, заимствованной у лёгкого танка Panzerkampfwagen I. Вес машины оценивается в 38-55 тонн. Максимальная скорость составляет 15 км/ч.